# 절 (인사)

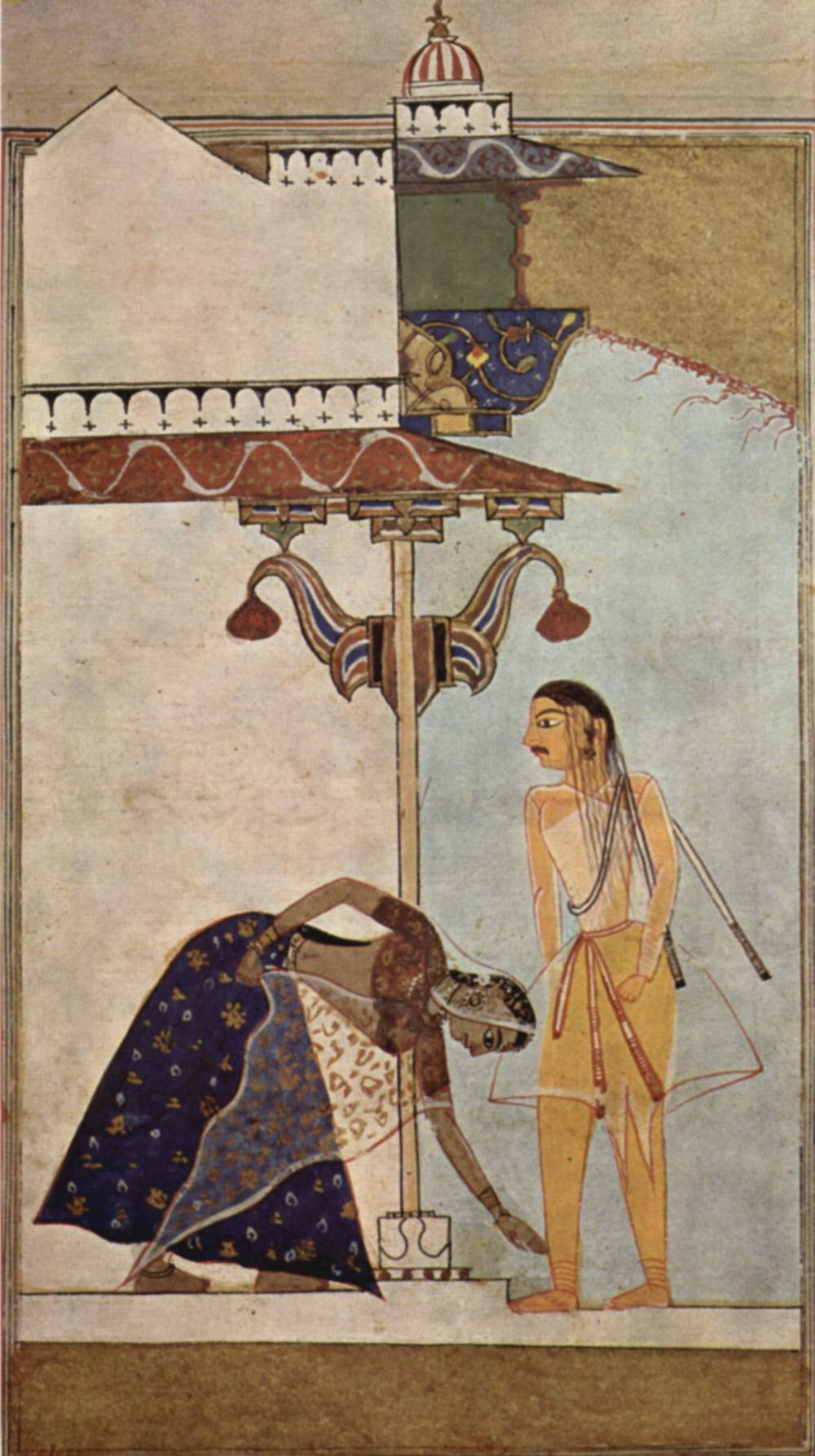
절을 하는 사람을 그린 그림

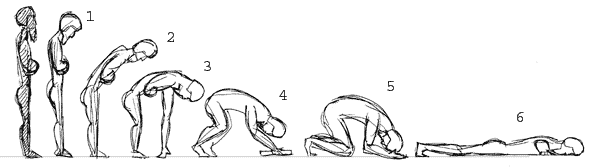
동방 정교회의 종교적 사용에서 가져온 다양한 절과 궤배의 정도를 표현한 그림

절(영어: bowing)은 다른 사람이나 대상에 대해 행하는 사회적 행위로, 일반적으로 몸을 굽히고 머리를 숙이는 형식이다. 아시아 문화권에서 가장 두드러지게 나타나지만, 많은 유럽 국가에서는 귀족층에서 전형적으로 나타나기도 했다. 또한 종교적 맥락에서, 예배나 숭배의 한 형태로 나타난다. 때로는 이 행동이 인도네시아에서 행하는 것처럼 머리를 내리는 것으로만 제한될 수 있으며, 많은 문화권에서 몸을 낮춘 정도를 몇 단계로 구분하여 특정 상황과 대상에 따라 적합한 단계의 절을 행하는 경우도 있다. 특히 네팔, 인도, 태국, 라오스, 캄보디아, 중국, 한국, 일본, 베트남에서는 선 상태에서 또는 무릎을 꿇고 행하기도 한다. 고개를 끄덕이는 것은 가장 최소한의 절 형태다. 다음으로는 무릎 꿇기, 또는 바닥에 손을 대고 몸 전체를 숙이는 큰절, 제스처 등의 형태가 있다. 어떤 경우는 두 명 이상이 상호 간에 똑같이 행하는 반면, 어떤 경우에는 불평등한 관계로 행해지기도 한다.

## 유럽과 영연방

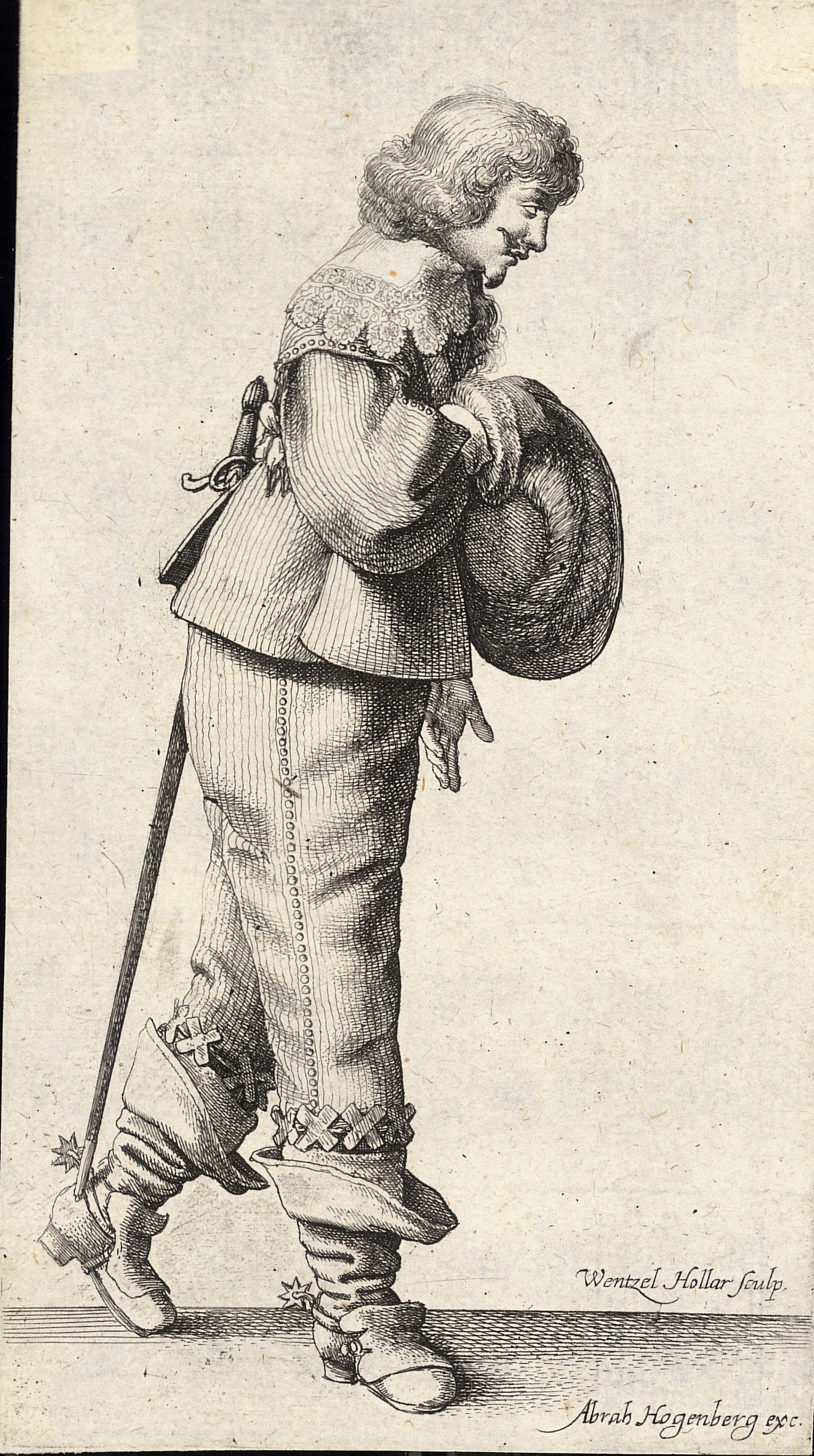
몸을 굽히는 남자

커튼콜과 같이 무대에서 공연자들이 하는 인사를 제외한 유럽 문화에서 몸을 굽히는 행동은 전통적으로 남성의 전용 관행이고, 여성은 대신 "커트시(Curtsey 혹은 Curtsy)"라는 행동을 한다. 몸을 굽히는 정도에 따라서 존경이나 감사의 정도, 지위의 차이가 있다. 근대 유럽의 궁중에서는 남성들은 "머리를 조아리는(bow and scrape)" 것이 요구되었다. 그래서 과도하게 절을 하는 것을 뜻하는 속어는 "굽신거리다(영어:bow and scrape)"라고 표현하기도 한다. "스크래핑(Scraping)"은 오른발로 바닥이나 땅을 긁으며 뒤쪽으로 하나의 호를 그리는 것을 말한다. 일반적으로 이러한 인사법을 행하는 동안 남자의 오른손은 복부를 가로질러 수평으로 눌려지며 왼손은 몸에서 앞으로 내밀어진다. 일부 문화에서는 이러한 방식으로 인사하는 것을 포함해 남성들이 여성에게 손으로 키스를 하는 것이 존재하지만, 매우 공식적인 경우를 제외하고는 이러한 절 인사는 거의 사라지게 되었다.
영국, 호주 및 기타 연방 법원에서 변호사와 사무원 직종에 종사하는 사람들은 남녀 모두 회기 중인 법정에 출입할 때만 판사에게 피상적으로 고개를 숙여야 한다. 회의 중에 하원의 방에 들어오거나 나갈 때 하원 의장에게, 그리고 그의 직원이 군주에게 유사한 제스처를 한다.
영연방의 다양한 왕실 구성원은 대상의 성별에 따라 절을 하거나 커트시를 하기도 한다. 호주인들은 호주 총독, 주지사 및 주 총재 및 그 배우자에게 이와 같이 인사를 해야 한다.

## 아시아

### 동아시아
절은 동아시아, 특히 일본, 한국, 중국 및 베트남에서 전통적인 인사다. 중국과 베트남에서는 절을 하는 것보다 악수나 반절을 하는 것이 대중적으로 변하고 있다. 그러나, 절은 인사만을 위한 것이 아니라 존경의 표시이기도 하다. 사과를 하거나 감사를 표하기 위해 다른 형태의 절이 사용되기도 한다.
기본적인 절은 우선 허리에서 시작하여 등을 똑바로 펴며, 남성의 경우 손을 옆으로, 여성의 경우 앞쪽으로 손을 모으고 눈높이를 낮추며 행한다.
일반적으로 절은 비공식적, 공식적, 격식인 자리에서 사용하는 절 세 가지 주요 유형으로 나눌 수 있다. 비공식적인 절은 약 15도 각도로 몸을 숙이며, 공식적인 자리에서는 약 30도 각도로 숙인다. 보다 높은 격식이 필요한 경우 더 깊이 몸을 굽힌다. 극단적으로는 무릎을 꿇고 이마가 바닥에 닿을 정도로 깊이 내릴 수 있다.
절을 하는 시간과 깊이, 적절한 반응 등으로 절을 둘러싼 매우 복잡한 예절이 있다. 예를 들어, 다른 사람이 예상보다 오래 절을 유지한다면, (일반적으로 약 2~3초) 다시 절하는 것이 예의이다. 그 대가로 다른 절을 받을 수 있으며, 종종 점진적으로 가벼워지는 절 교환으로 이어지기도 한다.

#### 사과와 감사
절은 동아시아, 특히 일본과 한국에서 사과나 감사를 표현할 때 주로 필요하고 요구된다.
사과의 의미로 하는 절은 다른 유형의 절보다 더 깊고 오래 지속되는 경향이 있다. 사과하는 동안 일반적으로 머리를 낮추고 적어도 셋을 세는 동안 지속되지만 때로는 더 오래 지속되기도 하는데, 약 45~50도로 머리를 낮추는 자세를 할 때 자주 보인다. 절의 깊이, 빈도 및 기간은 사과의 진실성과 죄질에 따라 증가한다. 감사를 의미하는 절 역시 같은 패턴을 따른다.
사죄 의미의 절은 사망을 초래할 정도의 결함이 있는 부품을 생산하는 등 일부 잘못을 저지른 회사의 고위급 구성원이 기자 회견에서 자주 행한다. 절은 거의 항상 테이블 뒤에 서서 수행된다. 손이나 손가락 끝이 테이블에 닿게 하고 똑바로 잡은 상태로, 몸은 얼굴이 테이블 상판과 평행이 될 때까지 허리에서부터 몸을 내린다.

#### 인사
절은 동아시아에서 만나고 떠날 때의 인사에도 사용된다. 거의 자동적으로 인사 문구를 동반하지만 일반적으로 오랜 부재나 또는 별거 후에 만난 가족 구성원에게 단말 통신으로 대화하지 않는 한 직계 가족 사이에서는 더 이상 사용되지 않는다.
절은 특정한 상황에서도 말하기를 대체하기도 한다. 예를 들어, 그날 이미 만났던 사람을 다시 만났을 때, "안녕하세요"와 같은 구절을 말하며 조용히 인사한다.
부하 직원, 관리자, 감독자 또는 다른 상사들은 일반적으로 고개를 약간만 끄덕이고 (그렇지만 일부는 전혀 숙이지 않을 수 있다) 부하 직원들은 허리를 약간 앞으로 구부린다.

#### 악수
대부분의 동아시아인들이 비동아시아인들에게 인사를 할 때에는 악수를 청할 것이다. 동아시아인이 아닌 많은 사람들은 절하는 관습이 있다는 것을 잘 알기 때문에 종종 어색한 형태의 절과 악수를 하기도 한다. 절은 악수와 결합하거나 악수 전후에 할 수 있다.
일반적으로 다른 사람들과 가까이에서 절을 할 때, 절과 악수를 합쳐 인사할 때 필요한 것처럼 사람들은 머리를 부딪히지 않도록 한쪽으로 서로 약간 돌리기도 한다.

#### 중국
고두는 한족의 문화에서 가장 존경을 나타내는 표현이지만 중화제국의 붕괴 이후 극히 드물게 사용되곤 했다. 많은 상황에서 기립 절이 고두를 대체했다. 그러나 현대 중국 사회에서 절은 일본, 한국, 북한만큼 공식화되지 않았다. 절은 일반적으로 결혼 예식과 같은 경우와 고인에 대한 존경의 표시로 약속되어 있다. 대만에서는 조상숭배, 국가장례, 국부 쑨원의 기일과 같은 기념일에 절을 세 번하기도 한다.
일본과 한국에서처럼, 유명인들은 공식적으로 사과하기 위해 절을 할 수 있다. 원자바오 중국 총리는 절을 하고 좌초된 철도 승객들에게 조의를 표했다. 천차오민 대만 국방 장관은 2004년, 천수이볜 전 대통령의 총격 사건에 대해 사과했다.

### 남아시아 및 동남아시아

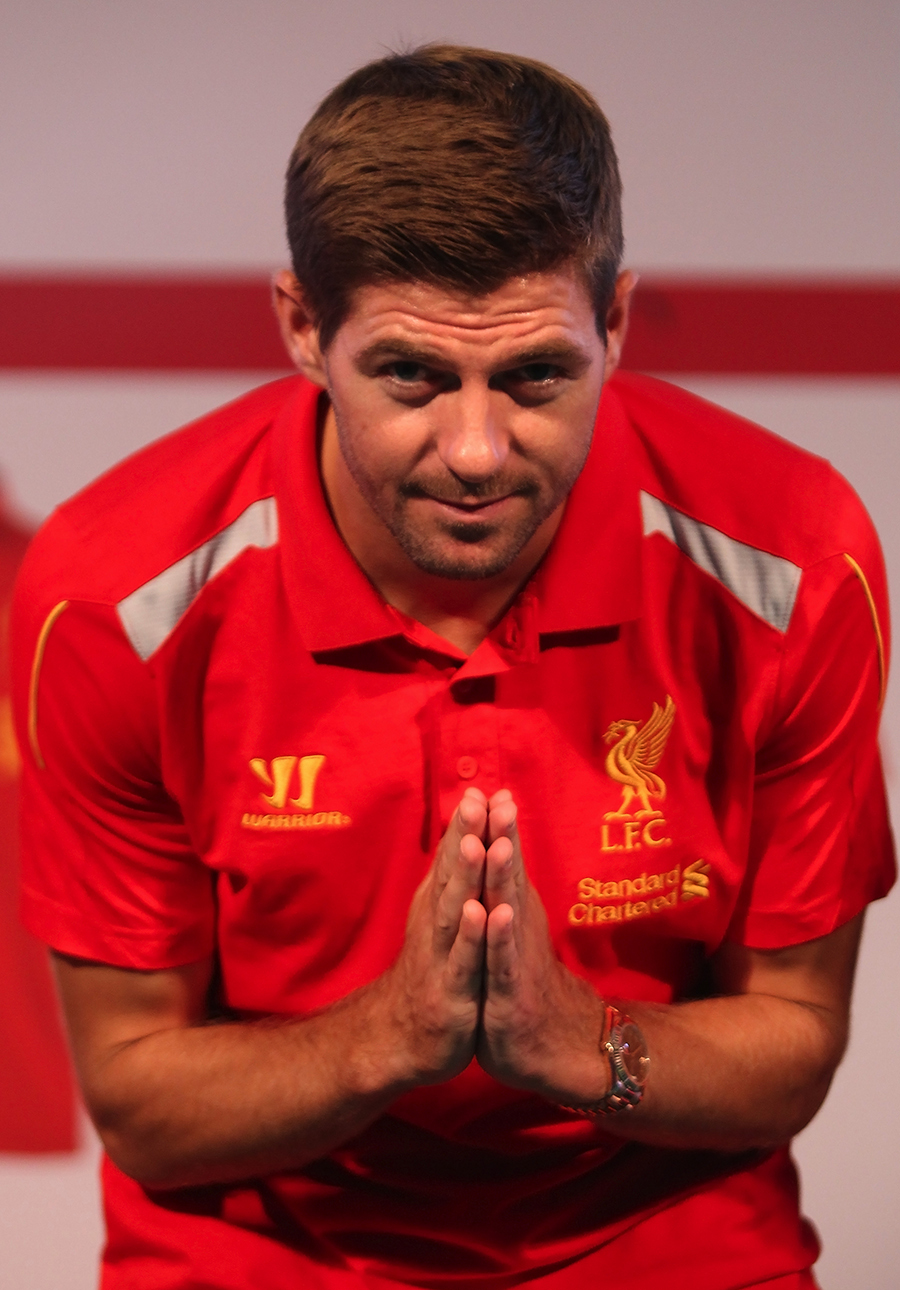
스티븐 제라드가 와이를 하고 있다.

동아시아와 마찬가지로 절은 많은 남아시아 및 동남아시아 국가에서 전통적으로 내려오는 인사법이다. "아녜잘리 무드라(Añjali Mudrā)"로 알려진 제스처는 존경과 인사의 표시로 사용되며 누구에게 절을 하느냐에 따라 다양한 정도의 각도로 절을 한다. 일반적으로 가슴 높이에서 손을 마주보게 한다. 남아시아 및 동남아시아 전역에서 실행되는 이 제스처는 인도, 스리랑카, 네팔, 부탄, 방글라데시, 태국, 캄보디아, 라오스, 미얀마 및 인도네시아에서 가장 일반적으로 사용된다. 지역 전체에서, 이 행동은 태국에서는 '와이', 캄보디아와 라오스에서는 삼페아(sampeah), 인도네시아에서는 셈바(sembah)로 말하며 인도에서는 '나마스테', 네팔, 스리랑카에서 절을 하며 단어 "Ayubowan"과 함께 인사로 사용된다.

### 무술

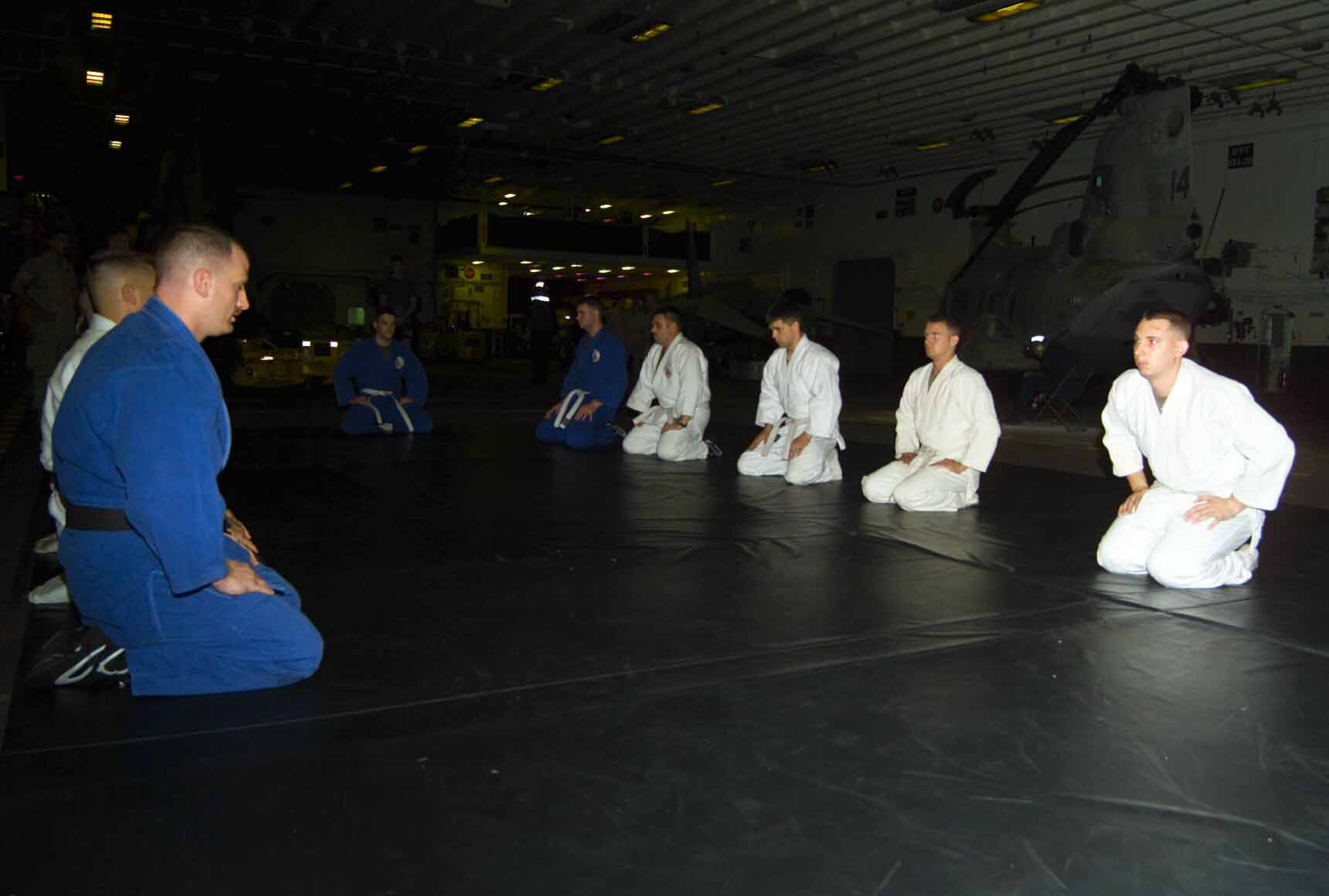
유도 수련생들 (오른쪽)은 정좌 자세로 앉아 절을 한다.

절은 전통 무술의 필수적인 요소이다. 절은 연습을 시작하고 끝낼 때, 시합과 경기를 시작할 때, 도장이나 연습실에 들어오고 나갈 때 사용된다.
일부 무술에서의 절은 팔과 손의 위치가 다르다. 예를 들어, 가라테 절은 양팔을 옆으로 하고 실 라트 절과 같은 다른 절은 손을 함께 마주보게 하고 손과 팔을 앞쪽으로 하여 시행한다.

### 다도
절은 일본 다도에서 매우 중요한 요소이다. 다도에는 세 가지 주요 절이 있다. 이들은 신(真), 교(行) 소(草)로 분류된다. 모두 일반적으로 무릎을 꿇은 자세에서 시행된다. '신' 절은 가장 깊이 하는 절이다. 무릎을 꿇은 자세에서, 절을 하는 사람은 허리를 앞으로 구부리고 손가락 끝이 몸 앞 바닥에 닿을 때까지 미끄러진다. '신' 절은 교사와 상사에게 주로 행해진다. '교'와 '소' 절은 각자 덜 깊이 하고 덜 긴 시간 동안 한다. 이 두 절은 서로 비슷한 계급의 사람들 사이에서 수행된다.
다도를 배우는 학생들은 서로에게 그리고 선생님에게 절을 한다. 각 수업은 교사와 학생들 사이의 인사로 시작된다. 선배가 중학생을 가르치는 경우 두 사람 사이에 절을 교환한다. 연습을 시작하기 전에 한 학생이 다른 모든 학생들에게 절을 한다. 이 패턴은 연습이 끝나면 반복된다.
다실 또는 찻집에 들어가기 전에 문 앞에서 인사를 한다. 그런 다음 하나는 도코노마 또는 미닫이문이 있는 골방으로 향한 뒤 다시 절한다. 마지막으로 한 사람이 선생님을 맞이하고 다른 학생이나 다른 손님에게 인사한다. 이 패턴은 다실을 떠날 때도 반복된다.
다도를 주최한 사람이 의식을 시작하기 전에 인사한다. 절은 다도가 진행되는 동안 주인과 손님들 사이, 혹은 손님들 사이에서, 손님들과 주인들 사이, 호스트와 게스트 사이에서 반복적으로 교환된다.

## 종교적 환경에서

### 동양 종교
많은 동양 종교에서의 절은 예배에서 존경의 표시로 사용되며, 인도의 아녜잘리 무드라에서 그 기원을 가지고 있다.

#### 시크교
시크교도들은 신의 전령인 "구루스"(Gurus) 들에게만 절했다. 그들의 성경인 "구루 그란트 사히브"(Guru Granth Sahib)는 과거의 살아있는 구루스가 신의 말씀을 작성해놓은 저서이기 때문에, 그 살아있는 구루스의 죽음 이후 영원한 구루스로 간주된다. 구루드와라(Gurdwara)에서 시크교도들은 구루 그란트 사히브에게 절을 해야 하고, 우상 숭배에 참여하거나 구루 그란트 사히브 이외의 다른 것에 절하거나 살아있는 사람에게 절하는 것이 허용되지 않는다.

#### 신토교
절은 신토교에서도 행해진다. 신사를 방문하는 사람들은 박수를 치거나, 종을 울려 모신 신의 관심을 끌고, 손을 마주보게 하고 잡은 뒤 기도한 다음 절한다.

#### 불교
절은 불교의 일반적인 특징 중 하나이다. 예를 들어, 선불교에는 수행자가 1,080번의 전복 절을 하는 의식이 있으며 보통 하루 종일 하게 된다. 좀 더 평범한 신도들은 일반적으로 하루에 한 번 108배를 한다.

#### 힌두교
힌두교 전통에서 사람들은 절을 하거나 무릎을 꿇고 노인이나 존경받는 사람의 발을 만져서 경의를 표한다. 전통적으로 어린이들은 특정한 공식적 행사와 일상적인 상황에서 부모, 교사 및 연장자들에게 절을 해야 한다.

### 유대교
유대인들의 문화에서 기독교에서와 마찬가지로 절은 존경의 표시이며, 유대인 예배의 특정 지점에서 수행된다. 전통적으로 예루살렘 성전에서는 무릎을 꿇는 것이 정기 예배의 일부였지만, 이제 현대 유대인 예배의 일부에서 사라지게 되었다.
현재 사용되는 예베식의 일부 절은 허리를 사용하는 단순한 절이다. 다른 형태의 절은 (특히 아미다 진행 중) 무릎을 구부리고 베라카 (축복하다)라고 말하고 아타(Atah)에서 허리에서 구부린 다음 (당신의 몸을) 아도나이(Adonai) 신에게 곧게 펴는 것이다. 알레이누(Aleinu) 예배를 마치는 동안, 성도들은 보통 "V'anachnu korim umishtachavim u'modim"이라고 한다. 이는 "우리는 무릎을 꿇고 엎드려 감사를 알립니다"라는 뜻이다. 절을 하는 조건의 또 다른 순간은 "Bar'chu"라는 의식을 하는 동안이다. 많은 사람들이 "아도나이"(유대인의 주님의 말씀)를 듣고 예배의 다른 여러 부분(기도하는 동안에 계속 서있는 경우)에 관련해 절을 한다. 그러나 대다수의 유대인들은 '주님'이라는 말을 사용하지 않고 오히려 '하나님'이라는 뜻의 '아도나이'라는 말을 사용한다. 지칭으로서 '주님' 을 사용하는 것은 기독교 신자들이 사용한다.
무릎을 꿇는 것은 현대 정교회 유대교에서 유지되지만 나팔절의 매일 한 번 (아미다를 진행하는동안 알레이누 기도가 낭송 될 때)에 한 번, 그리고 욤 키푸르 날에 네 번, 그리고 다시, 알레이누 기도를 하기 위해 한 번, 예배 중간부분에서 세 번  동안 시간은의 세부 사항 경우 아보다(Avodah)는 의 대제사장의 의식이 거행된다.
탈무드 구절 게오님과 리쇼님(Rishonim)의 내용에서 중세 시대의 어느 한 시점까지 많은 유대인 공동체에서 총체적인 부복이 흔했음을 보여준다. 카라이테 유대교 교단의 구성원들은 기도 중에 완전히 엎드리는 절을 시도한다. 아슈케나즈 유대인들은 최근까지 정기적으로 매일 유대인 기도의 Tachanun 부분에서 예멘 유대인처럼 나팔절과 욤 키푸르 시기 동안 절을 한다. 에티오피아 유대인들은 전통적으로 Sigd로 알려진 자신의 지역 사회에 일부 휴일 동안 엎드린다. Sigd는 암하라어, 아람어 및 아랍어로 된 부복을 의미하는 어근에서 유래되었다. 도르 다임(Dor Daim)의 법과 유사한 유대 법에 대한 관점을 가진 작은 현대 복원주의 그룹인 탈미데 하람밤(Talmide haRambam )이 매일 유대교 예배의 정기적인 부분으로 부흥을 되살리기 위한 움직임이 있다.

### 기독교
기독교 교파의 성도들은 교회 안팎에서 예수의 이름을 언급하며 절한다. 이 관행의 기원은 성서의 한 구절에 있다. "그러므로 하나님께서도 그를 높이 평가하시고 그에게 모든 이름 위에 있는 이름을 주셨으므로 예수의 이름으로 하늘과 땅과 그 땅의 아래에서 모든 무릎이 구부러져야한다. (NRSV).  이 독실한 의식에서 위임 된 리옹 제 2의회 특히 대량의 신성한 신비 동안, 그 영광스러운 이름이 소환 될 때마다 영국 성공회 18 번째 정경, 성공회 연합의 모 교회는 신성한 봉사 기간 동안이 외부적인 순종을 의무화하면서 다음과 같이 선언했다. "신성한 봉사의시기에 주 예수가 언급 될 때, 합당하고 낮은 경건은 모든 사람들은 익숙한대로 참석한다.이 외적인 의식을 통해 그들의 내적 겸손, 기독교 적 결심, 그리고 하나님의 참된 영원한 아들 이신 주 예수 그리스도가 세상의 유일한 구세주라는 것을 인정하며 증언한다. 이생과 다가올 생명을 위해 인류에게 주신 하나님의 모든 자비와 은총과 약속 만이 온전히 구성되어 있다. " 마찬가지로 루터교에서 사람들은 "예수님의 이름이 언급 될 때 절을한다", 그리고 로마 가톨릭 교회에서는 "예수의 이름을 언급 할 때 약간의 머리를 숙인다". 감리교 회의 창시자 인 John Wesley는 또한 신자들에게 "예수님의 이름에 절하라고"가르쳤고, 그 결과 감리교 인들이 특히 신조를 낭송하는 동안 그분의 이름을 언급 할 때 절하는 것이 관례이다.
기독교 전례에서 절은 존경이나 경의의 표시이다. 많은 기독교 교단에서 개인은 제단 앞을 지나갈 때 또는 예배의 특정 지점 (예 : 위에서 언급 한대로 예수 그리스도의 이름을 말할 때)에서 절을한다. 그것은 단순한 머리의 활 또는 상체의 약간 기울어 진 형태를 취할 수 있다. 깊은 활은 허리에서 나오는 깊은 활이며 종종 genuflection 대신 사용된다. 동부 정교회에는 몇 가지 정도의 절이 있으며 각각 다른 의미를 가지고 있다. 특정 시간에 어떤 종류의 활을 사용해야하는지에 대한 엄격한 규칙이 있다. 규칙은 복잡하며 모든 본당에서 항상 시행되는 것은 아니다.
가톨릭 교회의 로마 예식에서는 심오한 절, 엎드림, 머리의 경미한 절 (신조 기간 동안), 무릎을 꿇는 것이 전례에서 모두 여러 지점에서 규정된다. 또한 제단에 성사를 노출하는지 여부에 따라 두 가지 형태의 속박이 있다. 성공회에서 예수의 이름을 언급 할 때 절을하는 것 외에도 "하나님의 보좌와 같고 어떤 방식으로 그를 대표하기 때문에 활의 형태로 제단에 경외심이 생긴다." 성공회 교회와 마찬가지로 루터교와 감리교 교회에서는 성단에 다가 갈 때 제단 (또는 제단 십자가 )을 향해 절하는 것이 일반적이다.  성공회 교회에서는 행렬의 십자가 가 교회 행렬에서 성도를 지나갈 때도 활을친다.
형제회, 메노나이트, 재림 교회와 같은 보수적 인 개신교 기독교인들은 교회 예배에서 공동체기도 중에 무릎을 꿇는 연습을한다. 1900년대 중반까지 이것은 많은 프로테스탄트 기독교 단체들 사이에서 일반적인 관행이었다.
신약 필자 바울에 따르면 지구상의 모든 사람은 언젠가 예수 그리스도 께 절할 것이다. 그는 빌립보서 2 장 9-11 절에 이렇게 썼다., 그리고 땅 아래에 있는 것들; 그리고 모든 혀가 예수 그리스도가 주 이심을 고백하여, 하나님 아버지의 영광을 위하여. " KJV. 그는 여기서 구약 성경에서 절에 관한 비슷한 구절을 인용하고 있습니다, 이사야서 45:23.

### 이슬람교

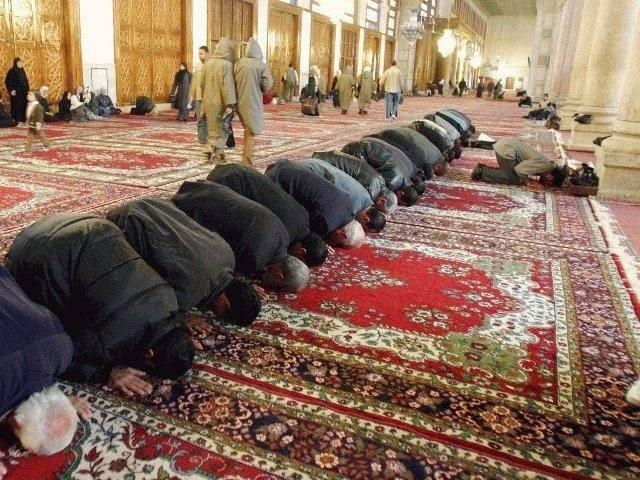
Sajdah 또는 Sujud를 수행하는 무슬림 수행자.

이슬람에서는 두 가지 유형의 절이 있는데 수주드(Sujud)와 Ruk'u가 있다. Sajdah 또는 수주드는 매일 메카의 카바 방향으로 기도(살라트) 하는데, 이는 알라의 앞에서 자신을 낮추는 행동이다. 수주드를 행하는 동안 무슬림들은 알라를 높이고 찬양해야한다. 이 자세는 이마, 코, 양손, 무릎, 모든 발가락이 모두 땅에 닿도록 해야 한다.
Ruku '는 매일 기도하는 동안 서있는 자세로 절을 하는 것이다 (salat). Ruku '의 자세는 몸을 굽히고, 무릎에 손을 얹은 뒤 그 자세로 알라를 찬양하고 영광스럽도록 한다.
이슬람에서는 숭배할 의도로 일반인에게 절을 하거나, 그 사람이 절 하는 사람에게 신성하다고 여겨지는 것은 대죄이다. 무슬림은 숭배할 의도로 절하는 것은 알라에게만 허용된다. 더욱이 경배나 숭배의 의미가 아니라 인사, 감사, 존경의 표시로 절하는 것도 회피(대죄)로 분류되며 Sunan-at-Tirmidhi의 특정한 하디스에 따라 금지된다.

## 같이 보기
- Proskynesis
- 도게자
- 무릎 꿇기 (Kneeling)
- 삼궤구고두례
- 상체 굽히기(영어판)
- 쪼그린 자세
- 엎드린 자세
- 태국식 인사법: 복종할 때 취하는 가벼운 절 자세 중 하나이다.}}